# Phanaspa namaqualis
Phanaspa namaqualis är en fjärilsart som beskrevs av Achille Guenée 1854. Phanaspa namaqualis ingår i släktet Phanaspa och familjen nattflyn. Inga underarter finns listade i Catalogue of Life.